# Hugo Wolfram
Hugo Wolfram (geboren 1925 in Bochum; gestorben 15. September 2015 in Oxford) war ein deutsch-britischer Industriekaufmann und Schriftsteller.

## Leben
Hugo Wolfram war ein Sohn des Bochumer Tierarztes Max Wolfram (1877–1962) und der Edith Nathan, er hatte einen Bruder. Die Mutter starb bereits 1925. Hugo wurde mit seinem Bruder mit einem Kindertransport nach England geschickt. Auch dem Vater glückte 1938 die Flucht aus dem nationalsozialistischen Deutschland.
Wolfram heiratete die Anthropologin Sybille Misch (1931–1993), die ebenfalls als Kind emigriert war, sie haben die Söhne Stephen Wolfram und Conrad Wolfram. 
Wolfram arbeitete als Industriekaufmann und stieg zum Managing Director des mittelständischen Garnproduzenten Lurex auf. Er veröffentlichte drei Romane. 

## Werke
- Into a neutral country. New York, Hill and Wang, 1967
- Root and branch : a novel. New York, Hill & Wang, 1969
- The mistresses : a novel. London : Minerva, 1996